# Кари, Шломо
Шломо Кари (ивр. שלמה קרעי‎, родился 6 апреля 1982 года) — израильский государственный и политический деятель, министр связи и депутат Кнессета от партии «Ликуд». По профессии Шломо аудитор и имеет докторскую степень в области промышленной инженерии и управления, также он много лет работал лектором в университете Бар-Илан.

## Биография
Шломо родился в Рамат-Гане старшим ребёнком в семье Кари и вырос вместе с тремя братьями и 13 сестрами, а также двумя приемными детьми. Его мать Мазаль и его отец раввин Давид Кари родились в Израиле. Когда ему было четыре года, его семья переехала в мошав Зимрат на северо-западе Негева из-за того, что его отец был назначен раввином мошава. Позже его отец основал образовательные учреждения «Шатёр Моше» в составе областного совета Сдот-Негев.
В 11 лет Кари, как и его отец, начал учиться в иешиве Милосердия в Бней-Браке. После окончания начальной иешивы он в течение года учился в иешиве Мерказ ха-Рав, а затем завершил аттестат зрелости и психометрические исследования в Академическом центре «Лев». Он отслужил два года в Армии обороны Израиля в 97-м батальоне Нецах Иегуда, а затем в резерве бригады Ха-Гефен.
После окончания службы в Армии обороны Израиля он учился в Академическом центре «Лев» на степень бакалавра в области управленческого учета и информационных систем, а после получения лицензии бухгалтера начал работать в коммерческой компании в Беэр-Шеве. В 2011 году, он получил степень магистра на кафедре промышленной инженерии и управления в Университете Бен-Гуриона в Негеве. А в 2013 году он завершил там же свою работу над докторской степенью под руководством профессора Двира Шабтая по теме тайминга в мульти-целевых машинах. Его исследования касаются областей, принадлежащих прикладной математике и информатике — синхронизации и оптимизации. В период с 2012 по 2021 год он опубликовал 11 академических статей, которые цитировались более чем в ста научных публикациях.
В период с 2006 по 2013 год он был преподавателем-адъюнктом на кафедре управления производством в Академическом колледже «Сапир». В некоторые периоде из этих лет он был членом ученого комитета в институте. В то же время в период с 2009 по 2014 год он работал преподавателем-адъюнктом на кафедре промышленной инженерии и менеджмента в Университете Бен-Гуриона. В 2014 году был назначен постоянным преподавателем кафедры менеджмента в Университете Бар-Илан.

### Политическая карьера
В 2010 году Кари занялся политикой и работал в партии «Ликуд», а 2016 году начал собирать своих сторонников в партии. О причинах присоединения к «Ликуду» Кари сказал, что «один вроде меня в Ликуде может изменить курс корабля гораздо больше, чем целая религиозная партия. Легче, когда он не исходит от нишевой партии, которую считают вымогательской». Среди прочего, он завербовал функционеров из числа последователей раввина Меира Мазуза и при поддержке раввина.
В 2019 году, в преддверии выборов в Кнессет 21-го созыва, Кари был избран представителем округа Негев в партии «Ликуд» и был назначен главой штаба харедим в предвыборной кампании, продолжая поддерживать раввина Мазуза. По итогам праймериз Кари занял 25-е место в списке «Ликуда» и был избран в Кнессет. В первую неделю своего срока он выступил против явления чрезмерного законодательства, в рамках которого в течение дня было внесено более 900 законопроектов.
При подготовке к выборам в Кнессет 22-го созыва, а также при подготовке к выборам в Кнессет 23-го созыва список почти полностью сохранился и он был поставлен на 27-е место и избран в Кнессет.
В Кнессете 23-го созыва он занимал посты председателя лобби демократического Израиля и лобби Негева, а также был назначен председателем подкомитета по делам Негева. Кари, который занимался экономическими вопросами еще до своего избрания в Кнессет, сосредоточился на экономических областях, таких как борьба с комиссией за досрочное погашение ипотечных кредитов. Закон, который предлагал расширить налоговые льготы для застройщиков жилья, которые ещё не продали свою старую квартиру, был объединен с правительственным законом. Кари вместе с министром финансов Исраэлем Кацем одобрили в Финансовом комитете увеличение на 20 % пособий по безработице для лиц моложе 28 лет, имеющих хотя бы одного ребёнка.
В преддверии выборов в Кнессет 24-го созыва Кари занял 24-е место и был назначен председателем штаба по избирательной чистоте «Ликуда».
В преддверии выборов в Кнессет 25-го созыва Кари баллотировался на праймериз Ликуда, продолжая поддерживать раввина Мазуза, и в итоге занял 13-е место в его списке в Кнессет.
В 2022 году Кари спросили в Кнессете о его позиции по поводу призыва в Армию обороны Израиля, и он сказал, что был бы счастлив, если бы его сыновья пошли на военную службу, но добавил, что был бы очень рад, если бы его сын предпочел стать ученым, и заявил, что «принудительный призыв запрещён». Они перестанут служить, если закон будет принят. Он назвал их «наглыми отказниками» и заявил, что "народ Израиля обойдется без вас, а вы попадете в ад.

### Министр связи
В декабре 2022 года Кари был назначен министром связи. Вступив в должность, он заявил, что общественному вещанию, финансируемому из государственного бюджета, не место в СМИ, потому что это, по его мнению, наносит ущерб конкуренции. Через несколько месяцев после создания тридцать седьмого израильского правительства министр Кари представил запланированную им реформу рынка связи и его открытие для свободного рынка. Среди прочего, реформа включает в себя упразднение Второго управления телерадиовещания и Совета по кабельному и спутниковому телевидению, изменение метода ранжирования и сокращение регулирования. Представленная им реформа не включала упразднение Общественной вещательной корпорации, как он ранее обещал.

### Мнения
Кари выступает против подписания Израилем Стамбульской конвенции о предотвращении и борьбе с насилием в отношении женщин и насилием в семье. В этих рамках он инициировал петицию депутатов Кнессета против подписания Израилем договора.

## Личная жизнь
Кари женат на Эфрат, учительнице начальной школы в мошаве Бейт-ха-Гади, у них семеро детей. Семья живёт в мошаве Зимрат недалеко от Нетивота.